# Macropanax undulatus
Macropanax undulatus är en araliaväxtart som först beskrevs av Nathaniel Wallich och George Don, och fick sitt nu gällande namn av Berthold Carl Seemann. Macropanax undulatus ingår i släktet Macropanax och familjen Araliaceae.

## Underarter
Arten delas in i följande underarter:
- M. u. simplex
- M. u. undulatus